# Polydrusus corruscus
Polydrusus corruscus är en skalbaggsart som beskrevs av Ernst Friedrich Germar 1824. Polydrusus corruscus ingår i släktet Polydrusus, och familjen vivlar. Arten har ej påträffats i Sverige.